# Antigua camarilla de Guangxi
La antigua camarilla de Guangxi (en chino tradicional, 舊桂系; en chino simplificado, 旧桂系; pinyin, Jiù Guìxì) fue una poderosa camarilla de señores de la guerra en China, con sede en Guangxi, que creció tras la fundación de la República de China. Liderada por Lu Rongting, esta camarilla también logró tomar el control de las provincias vecinas de Hunan y Cantón. Junto con la camarilla de Yunnan, formaron el núcleo de la oposición a las ambiciones monárquicas de Yuan Shikai durante la Guerra de Protección Nacional. Junto con Yunnan y el Kuomintang de Sun Yat-sen, fundaron el Movimiento de Protección de la Constitución. Rápidamente se distanciaron de Sun y lo expulsaron del poder. Sun, Chen Jiongming y la camarilla de Yunnan los derrotaron en la Guerra de Guangdong-Guangxi. Con la derrota de Lu Rongting a manos del ejército de Cantón, la antigua camarilla de Guangxi se desmoronó a principios de la década de 1920 y fue reemplazada por la nueva camarilla de Guangxi pro-Sun.